# 愚者信長
《愚者信長》（日语：ノブナガ・ザ・フール），是由動畫監督河森正治策劃、原作、並擔任系列構成的科幻戰國作品。舞台劇於2013年12月開始3回公演。電視動畫於2014年1月播放。

## 故事概要
文化不同的“东星”和“西星”这对双子星球作为舞台的战国时代，织田信长等历史人物作为角色登场的故事。使用名为“战斗铠甲”的巨大机器人战斗。
2013年东京国际动漫节上“The Fool”项目发表之后，舞台公演跟电视动画片的放送同时展开。

## 登場人物

### 主要人物
織田·信長（聲優：宮野真守、演員：加藤靖久）
尾張國織田家的長子。小時候曾於森林中拯救迷路的卑彌呼，但本人似乎沒有印象。
於第2集操演達文西所製造的大戰鎧並擊殺兩名由麥哲倫所派出的西之星士兵，其後成為該大戰鎧的操演者並取名為「愚者」。
於第3集操演「愚者」並與武田信玄的大戰鎧交戰，但處於下風，其後與卑彌呼結盟（結為連理）及取得邪馬台國的雷之神器，在神器的幫助下暫時使武田信玄撤軍。
在第4集與卑彌呼訂婚。
在第7集中與信玄展開對決並將其擊敗，其後獲得信玄托付火之神器及風之神器，但最後被凱薩奪去風之神器。
在第8集中擊敗凱薩，獲得風之神器。其後於第十集，阻止凱薩從西之星運送戰鎧等軍備至東之星時，把風之神器托付予豐臣秀吉。
喜歡貞德·輝夜·達魯克，最終和貞德接吻後消失。
是破壞王。
明智·光秀（聲優：櫻井孝宏、演員：志村朋春）
織田家的軍師。信長的好友，和信長互稱「信（ノブ）」和「光（ミツ）」。
在織田信秀死後，判斷讓信長成為織田家主才不會使織田家在亂世中被消滅，於是狙殺信勝，讓信長成為織田家的繼承者。
於第12.13話可看出其與市姬互相愛慕。
於第22話獨自面見亞瑟王，會面後更向其宣誓效忠。其後在信長和貞德到達亞瑟王的所在地後，向信長透露在過去曾狙殺信勝，並以殺死信長為條件，強行令貞德宣佈亞瑟王是救星王。及後看到信長的破壞行為，便說出了「敵在本能寺」這句話，並以自己的意志而非亞瑟王的意思，前往討伐信長且拔刀對峙，最後擊倒信長。但是，在擊倒信長後才知得他的真意（信長的龍並非吃掉人們，而是吃掉挑起戰爭的力量），信長亦相信將此後的世界交付予光秀會變得和平。最後目送消失的信長和貞德。
最後一集指出他其實才是救星王，而且無法使用神器是因為其是神器的關閉者而非使用者。
豐臣·秀吉（聲優：梶裕貴、演員：安達勇人）
織田家的家臣。喜好美女和金錢。被信長稱呼為「猴子（サル）」。
為保護信長而與亞歷山大交戰，最後被亞歷山大撕開機體，使機體一分為二。自身亦受重傷，失去左手左腳，及後在達文西及卑彌呼的幫助下保住性命，並接駁了義肢。
貞德·輝夜·達魯克（聲優：日笠陽子、演員：川上愛）
在西之星的故鄉被其他人認為是被惡魔附身的少女，但實際上是擁有不可思議的能力「天啓」。在夢中會預見拯救世界的救星之王。
和達文西前往東之星，寄住在織田家；為了在織田家能方便行動，化名為森·蘭丸，並穿著男裝。
於第14集以自己及神器鑰匙為條件，要求漢尼拔及查理曼停止對織田家領地的攻擊及釋放被凍結的平民，但漢尼拔及查理曼違反承諾，其後因上杉謙信及凱薩的參戰，被查理曼以風之神器連同漢尼拔送回西之星。
喜歡織田·信長，最終和信長接吻後消失。
李奧納多·達文西（聲優：杉田智和）
西之星的科學家。對貞德的天啟能力很感興趣，並帶著自身工房的大戰鎧與貞德一起前往東之星，與貞德一起留在織田家，並想透過信長了解宇宙的真理。
能使用塔羅牌占卜，其占卜能夠預測一個人的未來發展。
一直繪畫著一幅名為「最後的晚餐」的畫像，畫中的人是救星王以及其他有資格者，在最終話於崩壞的城堡完成。在畫作中，信長是救星王並坐在餐桌的中央，而光秀則在附近準備拔刀暗殺信長。可是，被他認為是救星王的信長其實非救星王，而是「猶大」，而光秀則是救星王（光秀無法使用神器，因其是神器的關閉者），後把畫中光秀和信長的面貌給割毀。其後發現之前所抽出的塔羅牌「審判」原來是逆位，感嘆自己還未成氣候，並說明「他們的靈魂非自己的畫可以封閉」。最後掉落至腳下被火燃燒的洞穴中。
蓋烏斯·尤利烏斯·凱薩（聲優：中村悠一、演員：北村諒）
「圓桌同志」的成員。負責追擊達文西的任務。在偵察織田城時對市姬產生了興趣，並在織田家與武田軍交戰時出現。在前往織田城之際將擋在其面前的織田信秀殺害。在第12集後來與信長結盟，迎娶市姬。之後背叛亞瑟王。
在第21集被尼爾及比安奇襲擊，與市姬一同受到致命傷，其後以最後的力量斬殺尼爾，最後與市姬一同逝去。
※最後一集後面，達文西的「最後的晚餐」被人修復，而明智光秀和織田信長在畫中的位置並未被調換，故後人可能不會知道真正的救星王是光秀而非信長的事實。

### 東之星

#### 尾張國
市姬（聲優：茅原實里、演員：安宅陽子）
信長的妹妹。
本來喜歡明智·光秀，但其後與凱撒結婚，婚後慢慢喜歡上凱撒。
於第21集被尼爾投槍襲擊，與凱撒一同被槍貫穿而逝去。
織田·信勝（聲優：島崎信長）
信長的弟弟。
於動畫第六集遭光秀狙殺而死。
織田·信秀（聲優：家中宏）
信長和信勝的父親。織田家的家主。擁有專用的戰鎧「摩利支天」。
第五集操演「摩利支天」與來犯的武田軍交戰，其後更阻擋突然出現的凱薩，但被凱薩擊敗，最後傷重而亡。
柴田·勝家（聲優：間宮康弘）
織田家的家臣。相當推崇信勝作為下任家主；相反的則非常排斥信長為下任當主，更認為他是個傻瓜，甚至計劃暗殺他。
林·秀貞（聲優：松本忍）
織田家的家臣。
平賀·源內（聲優：嘉數由美）
織田家的技術人員。與達文西一同整備大戰鎧。
朝日（聲優、演員：安野希世乃）
秀吉的妹妹。年幼時便已過世。

##### 明智忍軍
籠目（聲優、演員：安濟知佳）
茶茶（聲優、演員：奈波果林）
初（聲優、演員：梅村結衣）
江（聲優、演員：高橋紗妃）

#### 越後國
上杉·謙信（聲優：七海弘希）
越後國上杉家的家主。

#### 甲斐國
武田·信玄（聲優：小山力也）
甲斐國武田家的家主。於第七集中與信長對決落敗身亡，最後將火之神器贈與信長，而風之神器則被凱薩搶走。

#### 邪馬台國
卑彌呼（聲優：東山奈央、演員：大野未來）
本作女主角之一。邪馬台國的女王。外表年幼，但語調老練成熟。持有雷之神器及土之神器。小時候曾於森林中迷路，其後被信長所救。
於第3集奉獻邪馬台國的神器予織田信長，但條件為與邪馬台國結盟（即與卑彌呼結為連理）。第四集於尾張國與信長訂婚。
於第6集時預知信長會遭到狙殺，而替他擋子彈。
於第23集趕到信長的最後之戰的戰場，並在信長落下風之際，強行使用力量將信長及貞德兩人傳送至亞瑟王的所在地，最後因力量耗盡而逝。
吉乃（聲優：石上靜香）
卑彌呼身旁的巫女。
德（聲優：水瀨祈）
永（聲優：岩山千尋）
歸蝶（聲優：潘惠美）
小羽（聲優：水瀨祈）
卑彌呼身旁的小動物。時常待在卑彌呼的肩上並模仿她的動作。

### 西之星

#### 領導者
亞瑟王（聲優：織田圭祐）
統一西之星的君主。樣貌在面對不同的人時會作出改變，例如面對亞歷山大時會是強壯的男性，面對凱薩時是金髮女性，而面對光秀時則是以其父親的樣貌。
凱薩稱其目的是「以12神器使究極神器「聖杯」出現（聚集12人的神器便會顯現），並利用聖杯的力量將西之星及東之星一同拯救（將世人從死亡的恐怖中解放，並創造新世界）」。
真實樣貌是一名老人，在最終話聚集所有資格者後使「聖杯」顯現，而其真正的願望只是復活自己的愛人。但是，當該名女性顯現後，便被信長與亞歷山大決鬥時所出現的龍破壞。最後被信長與亞歷山大的決鬥波及而身亡。

#### 圓桌同志
亞歷山大（聲優：中井和哉）
「圓桌同志」的成員。實力非凡，甚至被形容為阿瑟王以外，唯一有力統一西之星的人物。專用戰鎧名為「蓋亞」。
麥哲倫（聲優：松岡禎丞）
「圓桌同志」的成員。
切薩雷·博基亞（聲優：近藤孝行）
「圓桌同志」的成員。最後第24話被光秀射殺。
漢尼拔·巴卡（聲優：大原沙耶香）
「圓桌同志」的成員。妖艷的女性，性格殘忍好戰。持有水之神器。
於第13話與查理曼一同前往東之星，並利用神器對織田家的領地進行冷凍，要求信長等人交出神器鑰匙，但不果。其後以壓倒性的力量攻擊信長等人，途中貞德以自己及神器鑰匙為條件，要求停止對織田家領地的攻擊及釋放被凍結的平民。在戰鬥最後因查理曼被擊敗而失敗，被查理曼以其風之神器的力量，連同被俘的貞德一同送回西之星。後被切薩刺死。
查理曼（聲優：石川界人）
「圓桌同志」的成員。持有風之神器。對漢尼拔抱有「祟拜」的感情，了解與同意時會以「Oui mon empress（法語與英語的混合型，意指「是的，我的女皇」）」回應。
於第13話與漢尼拔一同前往東之星，要求信長等人交出神器鑰匙，但不果。其後以壓倒性的力量攻擊信長等人，途中貞德以自己及神器鑰匙為條件，要求停止對織田家領地的攻擊及釋放被凍結的平民。在戰鬥中被突然參戰的上杉謙信擊敗，最後以風之神器的力量，將漢尼拔連同被俘的貞德一同送回西之星。
旃陀羅笈多（聲優：藤原貴弘）
「圓桌同志」的成員。以特本包裹頭髮的男性。與亞歷山大一同遠佂東之星，並以其具有壓倒性火力的機體不斷攻擊武田家領的城鎮，最後被上杉謙信破壞機體而死。

#### 凱薩的相關者
馬爾庫斯·尤尼烏斯·布魯圖（聲優：下野紘）
凱薩的心腹部下。
采佩什・尼爾（聲優：木戶衣吹）
凱薩的監察者。和比安奇為雙胞胎。與凱薩、比安奇一同前往東之星。
在第21集與比安奇一同襲擊凱薩及市姬，在比安奇失敗後投槍攻擊，貫穿比安奇、凱薩及市姬的身體，最後被凱薩以僅餘之力斬殺。
采佩什・比安奇（聲優：石田晴香）
凱薩的監察者。和尼爾為雙胞胎。與凱薩、尼爾一同前往東之星。
於第7集信玄與信長對決後，把信玄托付予信長的風之神器搶走。
在第21集與尼爾一同襲擊凱薩及市姬，但攻擊被凱薩所擋，最後被比安奇投槍貫穿身體而死。
兩人的名字來自 弗拉德三世·采佩什。

#### 其他
尼可洛·馬基維利（聲優：遠藤綾）
切薩雷·博基亞的秘書。以頭髮遮掩右眼的女性。

## 登場機械

### 戰鎧
戰鬥用的鎧型機動兵器。由達文西等的西之星科學家利用失落的古代文明的技術重新開發（文藝復興時期）。種類能分為量產的小型機（10米級），擴大版的中型機（14米級），以及大將階級所駕駛的大戰鎧（18－20米級）。機體需要從大地的龍脈中獲取能量才能啟動。機師會被稱為「操演者」。

#### 小型戰鎧
小型戰鎧（東之星）
東之星所使用的量產型戰鎧。裝備和外型會因配備國的不同而有差異。主武器為附有刺刀的大型槍。
小型戰鎧（西之星）
西之星所使用的量產型戰鎧。武器與東之星所使用的小型戰鎧一樣，但設計著色則不同。

#### 中型戰鎧
摩利支天
織田·信秀 所使用的戰鎧。在與武田對決時被凱薩破壞。

#### 大戰鎧
愚者
織田·信長的專用機。為李奧納多·達文西的最高傑作，原名為「Vittoria Absolute Mark Dieci」。
奧爾良
貞德·輝夜·達魯克的專用機。由先前與武田軍交戰後所回收的大戰鎧殘骸所組裝而成。

### 艦船
天鳥船
由邪馬台國保有的飛船，卑彌呼為飛船的負責人。裝有土之神器。船上裝有特別裝置，能把周圍的龍脈集中並吸收。
於第13話因入手的4個神器與天鳥的神器共鳴，而使其能渡過星之海（此時左右兩舷會出現翼）。其後，信長把船名改為安土。
麥哲倫的太空船
塗裝顏色為酒紅色。武裝有光束炮。
戰鬥艦
塗裝顏色為白色。西之星的標準戰艦，多數為量產。
竹取
往來西之星及東之星的輸送船。被稱為「星船」。

## 電視動畫

### 製作人員
- 原作：多次元企劃“The Fool”河森正治、SATELIGHT／avex live creative／Galaxy Produce／Office ENDLESS
- 監督：佐藤英一
- 系列構成：河森正治
- 角色原案：
- 角色設計：丸藤廣貴
- 總作畫監督：丸藤廣貴、清水貴子、椛島洋介
- 大戰鎧設計：河森正治、普魯內·斯坦尼斯拉斯、池田幸雄
- 機械設計：大河廣行
- 道具設計：秋篠denforword日和
- 色彩設計：品地奈奈繪
- 美術設定、美術監修：加藤浩
- 美術監督：栫裕倫
- CG制作：
- CG導演：原田丈
- 攝影監督：岩崎敦、志村豪
- 編集：兼重涼子
- 音響監督：明田川仁
- 音樂：横山克
- 製作人：田中翔、岩本昌子、紅谷佳和、渡邊愛美、大貫一雄、吉江輝成、岡村武真、北吉弘樹、土倉康平
- 動畫製作人：金子文雄、江口浩平
- 動畫製作：SATELIGHT
- 製作：愚者信長製作委員會

### 主題曲
片頭曲
「FOOL THE WORLD」（第2話－第13話）
作詞：松井洋平，作曲、編曲：倉内達矢，主唱：茅原實里
第1話作為片尾曲使用。
「Breakthrough」（第14話－第24話）
作詞、作曲：影山浩宣，編曲：須藤賢一，主唱：JAM Project
片尾曲
「AXIS」（第2話－第13話）
Created by STEREO DIVE FOUNDATION
第1話未使用。
「蘭（RAN）」（第14話－第24話）
作詞：島宮榮子，作曲、編曲：加藤裕介，主唱：ASUKA
插曲
（第4、8話）
作詞：松井洋平，作曲、編曲：下川佳代，主唱：市姬（茅原實里）
（第6、13、17話）
作詞 ：松井洋平，作曲：1pack market，編曲：安瀨聖，主唱：市姬（茅原實里）
（第7話）
作詞、作曲：影山浩宣，編曲：須藤賢一，主唱：JAM Project

### 各話列表
每話標題皆是取自塔羅牌：第八集「權杖」、第十三集「劍」、第十六集「聖杯」是小阿爾克那的花色，而其余标题均为大阿爾克那的牌名。粗體標題為逆位。
| 話數   | 日文標題 | 中文標題                  | 劇本     | 分鏡       | 演出                        | 作畫監督                                                        | 作畫監督                        | 總作畫監督 |
| 話數   | 日文標題 | 中文標題                  | 劇本     | 分鏡       | 演出                        | 角色                                                            | 機械                            | 總作畫監督 |
| ------ | -------- | ------------------------- | -------- | ---------- | --------------------------- | --------------------------------------------------------------- | ------------------------------- | ---------- |
| 第1話  |          | 星 THE STAR               | 森田繁   | 佐藤英一   | 高島大輔                    | 丸藤廣貴                                                        | 大河廣行 普魯內·斯坦尼斯拉斯    | 丸藤廣貴   |
| 第2話  |          | 戀人 THE LOVERS           | 森田繁   | 田所修     | 筑紫大介                    | 長坂寬治                                                        | 大河廣行 普魯內·斯坦尼斯拉斯    | 丸藤廣貴   |
| 第3話  |          | 戰車 THE CHARIOT          | 熊谷純   | 松田清     | 松田清                      | 渡部貴善                                                        | 大河廣行                        | 清水貴子   |
| 第4話  |          | 魔術師 THE MAGICIAN       | 三井秀樹 | 博多正壽   | 上野史博                    | 成松義人                                                        | 大河廣行                        | 丸藤廣貴   |
| 第5話  |          | 塔 THE TOWER              | 待田堂子 | 西澤晉     | 朝木幸彥                    |                                                                 | 大河廣行 酒井智史（機械、效果） | 清水貴子   |
| 第6話  |          | 力量 STRENGTH             |          | 安田賢司   | 近藤一英                    | 後藤麻梨子                                                      | 大河廣行                        | 椛島洋介   |
| 第7話  |          | 教宗 THE HIEROPHANT       | 森田繁   | 西澤晉     | 林宏樹                      | 森前和也、加藤里香 永野孝明                                     | 大河廣行                        | 丸藤廣貴   |
| 第8話  |          | 權杖 WANDS                | 待田堂子 | 宮浦栗生   | 高田淳                      | 田邊謙司                                                        | 大河廣行                        | 不適用     |
| 第9話  |          | 月亮 THE MOON             | 熊谷純   | 西本由紀夫 | 西本由紀夫                  | 柴田健兒、長坂寬治                                              | 大河廣行                        | 椛島洋介   |
| 第10話 |          | 節制 TEMPERANCE           | 熊谷純   | 博多正壽   | 高島大輔                    | 渡部貴喜、長坂寬治                                              | 大河廣行                        | 丸藤廣貴   |
| 第11話 |          | 死神 DEATH                | 森田繁   | 小野勝巳   | 石川俊介                    | 後藤麻梨子 鹽川貴史                                             | 大河廣行                        | 清水貴子   |
| 第12話 |          | 愚者 THE FOOL             | 待田堂子 |            | 畠山茂樹                    | 熊田明子、鎌田均 安田祥子、武本大介                             | 大河廣行                        | 椛島洋介   |
| 第13話 |          | 劍 ACE of SWORDS          | 待田堂子 | 西本由紀夫 | 筑紫大介                    | 關口雅浩、丸藤廣貴                                              | 大河廣行                        | 丸藤廣貴   |
| 第14話 |          | 女帝 THE EMPRESS          | 森田繁   | 安田賢司   | 近藤一英                    | 長坂寬治、大久保義之 渡部貴喜                                   | 大河廣行                        | 清水貴子   |
| 第15話 |          | 吊人 THE HANGED MAN       | 熊谷純   | 安田賢司   | 上野史博                    | 服部憲知、高乘陽子 津熊健德                                     | 大河廣行                        | 丸藤廣貴   |
| 第16話 |          | 聖杯 ACE of CUPS          | 待田堂子 | 西本由紀夫 | 秦義人                      | 福島豐明、南伸一郎                                              | 大河廣行 酒井智史（效果）       | 清水貴子   |
| 第17話 |          | 隱者 THE HERMIT           | 森田滋   | 博多正壽   | 水元葉月、筑紫大介 小高義規 | 後藤麻梨子、大久保義之 內山孝                                   | 大河廣行 酒井智史（效果）       | 丸藤廣貴   |
| 第18話 |          | 皇帝 THE EMPEROR          | 熊谷純   | 西澤晉     | 畠山茂樹                    | 武本大介、安田祥子 熊田明子、池原百合子                         | 大河廣行 酒井智史（效果）       | 清水貴子   |
| 第19話 |          | 命運之輪 WHEEL of FORTUNE | 待田堂子 | 西澤晉     | 岩田義彥                    | 太田都、安田修平 永野孝明、竹上貴雄 藤原潤、諸石美雪 丸岡功治   | 大河廣行 酒井智史（效果）       | 丸藤廣貴   |
| 第20話 |          | 太陽 THE SUN              | 森田繁   | 石川俊介   | 石川俊介                    | 長坂寬治、渡部貴喜                                              | 大河廣行 酒井智史（效果）       | 清水貴子   |
| 第21話 |          | 正義 JUSTICE              | 熊谷純   | 平田智浩   | 近藤一英                    | 前澤弘美、內田孝 大久保義之                                     | 大河廣行 酒井智史（效果）       | 丸藤廣貴   |
| 第22話 |          | 惡魔 THE DEVIL            | 待田堂子 | 西澤晉     | 緒方隆秀                    | 田邊謙司                                                        | 大河廣行 酒井智史（效果）       | 不適用     |
| 第23話 |          | 世界 THE WORLD            | 森田滋   | 西本由紀夫 | 筑紫大介                    | 長坂寬治、後藤麻梨子 熊谷勝弘、大久保義之 內田孝、渡部貴喜      | 大河廣行 酒井智史（效果）       | 清水貴子   |
| 第24話 |          | 審判 JUDGEMENT            | 熊谷純   | 佐藤英一   | 石川俊介                    | 丸藤廣貴、清水貴子 長坂寬治、內田孝 田中知江、渡部貴喜 佐藤壽子 | 大河廣行 酒井智史（效果）       | 丸藤廣貴   |

### 播放電視台
日本深夜動畫：下文記載的日本国内播放時間使用日本標準時間（UTC+9）表示。因為部分時間标识會採用30小时制，因此請留意这类超过24:00的时间，其實際播放時間為翌日清晨。
| 播放地區       | 播放電視台   | 播放日期              | 播放時間（UTC+9）         | 所屬聯播網        | 備註     |
| -------------- | ------------ | --------------------- | ------------------------- | ----------------- | -------- |
| 關東廣域圈     | 東京電視台   | 2014年1月5日－6月22日 | 星期日 25時05分－25時35分 | 東京電視網        |          |
| 大阪府         | 大阪電視台   | 2014年1月6日－6月23日 | 星期一 25時15分－25時45分 | 東京電視網        |          |
| 愛知縣         | 愛知電視台   | 2014年1月6日－6月23日 | 星期一 27時05分－27時35分 | 東京電視網        |          |
| 北海道         | TV北海道     | 2014年1月7日－        | 星期二 26時35分－27時05分 | 東京電視網        |          |
| 韓國全國       | ANIPLUS      | 2014年1月8日－        | 星期三 24時00分－24時30分 | 衛星電視 網路電視 | 韓文字幕 |
| 岡山縣、香川縣 | 瀨戶內電視台 | 2014年1月8日－        | 星期三 26時10分－26時40分 | 東京電視網        |          |
| 福岡縣         | TVQ九州放送  | 2014年1月9日－        | 星期四 27時00分－27時30分 | 東京電視網        |          |

### BD / DVD
| 卷 | 發售日                 | 收錄話         | 規格編號  | 規格編號  |
| 卷 | 發售日                 | 收錄話         | BD        | DVD       |
| -- | ---------------------- | -------------- | --------- | --------- |
| 1  | 2014年4月25日          | 第1話－第3話   | ZMXZ-9191 | ZMBZ-9201 |
| 2  | 2014年5月28日          | 第4話－第6話   | ZMXZ-9192 | ZMBZ-9202 |
| 3  | 2014年6月25日          | 第7話－第9話   | ZMXZ-9193 | ZMBZ-9203 |
| 4  | 2014年7月30日          | 第10話－第12話 | ZMXZ-9194 | ZMBZ-9204 |
| 5  | 2014年8月27日          | 第13話－第15話 | ZMXZ-9195 | ZMBZ-9205 |
| 6  | 2014年9月24日          | 第16話－第18話 | ZMXZ-9196 | ZMBZ-9206 |
| 7  | 2014年10月29日（預定） | 第19話－第21話 | ZMXZ-9197 | ZMBZ-9207 |
| 8  | 2014年11月26日（預定） | 第22話－第24話 | ZMXZ-9198 | ZMBZ-9208 |

## 舞台劇
2013年12月至2014年夏預定3回公演。
主題音樂由曾為電視劇《篤姬》作曲的吉俣良擔任。
負責聲音演出的聲優稱之為Live Voice；肢體動作演出的演員則稱之為Live Act。在舞台上Live Voice朗讀台詞讓故事進行；Live Act則負責動作演出，音樂為現場演奏，角色插畫、背景皆以投影方式呈現。
茶茶、初、江演員為一般海選方式徵選。

### 日程
第1回「act.1〜〜」
2013年12月8日 New Pier Hall（東京都港區）上演（日夜2回公演）。
出演：宮野真守／加藤靖久（織田·信長）、櫻井孝宏／志村朋春（明智·光秀）、梶裕貴／安達勇人（豐臣·秀吉）、茅原實里／安宅陽子（市姬）、奈波果林（茶茶）、梅村結衣（初）、高橋紗妃（江）、安濟知佳（籠目）、安野希世乃（朝日）
第2回「act.2〜〜」
2014年4月6日 TOKYO DOME CITY HALL（東京都文京區）上演（日夜2回公演）。
出演：宮野真守／加藤靖久（織田·信長）、櫻井孝宏／志村朋春（明智·光秀）、梶裕貴／安達勇人（豐臣·秀吉）、茅原實里／安宅陽子（市姬）、日笠陽子／川上愛（貞德·輝夜·達魯克）、杉田智和（李奧納多·達文西）、
中村悠一／北村諒（蓋烏斯·儒略·凱撒）、東山奈央／大野未來（卑彌呼）、奈波果林（茶茶）、梅村結衣（初）、高橋紗妃（江）、安濟知佳（籠目）
最終公演「act.3〜〜」
2014年7月20日 （東京江東區）上演。

### 製作人員
- 總監督：河森正治
- 主題音樂：吉俣良
- 角色設計：
- BGM製作、編排：Ryo-Ma
- 演奏：吉俣良
- 劇本：待田堂子
- 演出：柿之木武雄
- 製作：SATELIGHT／avex live creative／Galaxy Produce／Office ENDLESS
- 主催：多次元企劃The Fool 製作委員會